# 沃里亞河

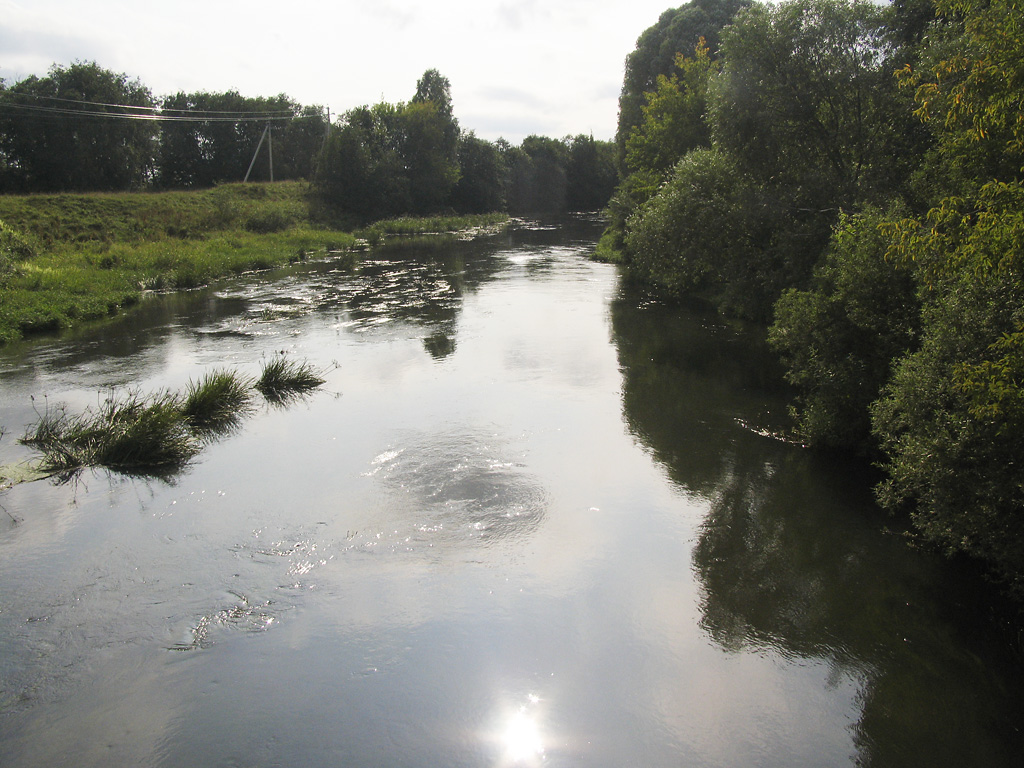
沃里亞河

沃里亞河（羅馬化：Vorya）是俄羅斯的河流，位於莫斯科州內，屬於克利亞濟馬河的左支流，在洛西諾-彼得羅夫斯基注入克利亞濟馬河，河道全長64公里，流域面積1,160平方公里，河畔城鎮有紅軍城和霍季科沃。